# Spilosoma strigatula
Spilosoma strigatula är en fjärilsart som beskrevs av Walker 1855. Spilosoma strigatula ingår i släktet Spilosoma och familjen björnspinnare. Inga underarter finns listade i Catalogue of Life.